# Maison Biron von Curland
La maison Biron von Curland est une famille noble de Courlande qui s'est également installée en Silésie et en Bohême. Des branches de la famille existent encore aujourd'hui.

## Origine et provenance

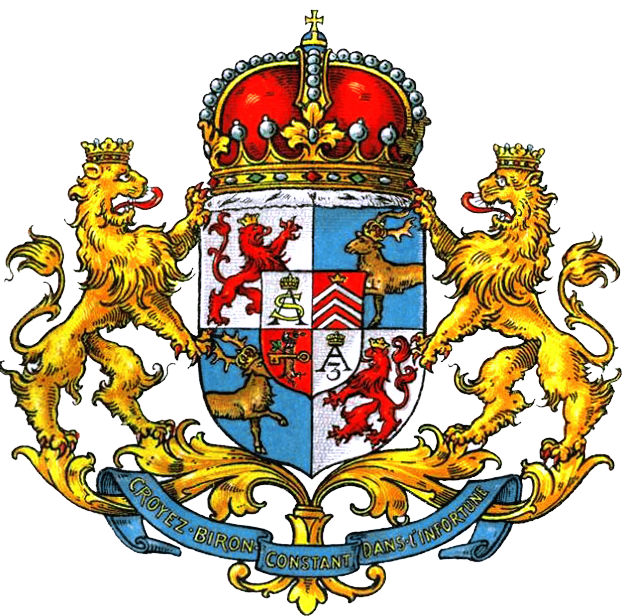
Armoiries de la famille ducale Biron von Curland

La famille Bühren, immigrée de Westphalie, peut-être de Büren, s'installe au Courlande vers 1564. À Kalnzeem, la famille possède un domaine. En 1638, la famille est anoblie par le roi de Pologne et s'appelle désormais von Bühren. Elle prend de l'importance pour la première fois sous Ernst Johann von Biron, né en 1690 en tant que second fils du propriétaire terrien Karl von Bühren et change le nom de famille en Biron, en référence aux ducs français de Biron.

## Ascension politique

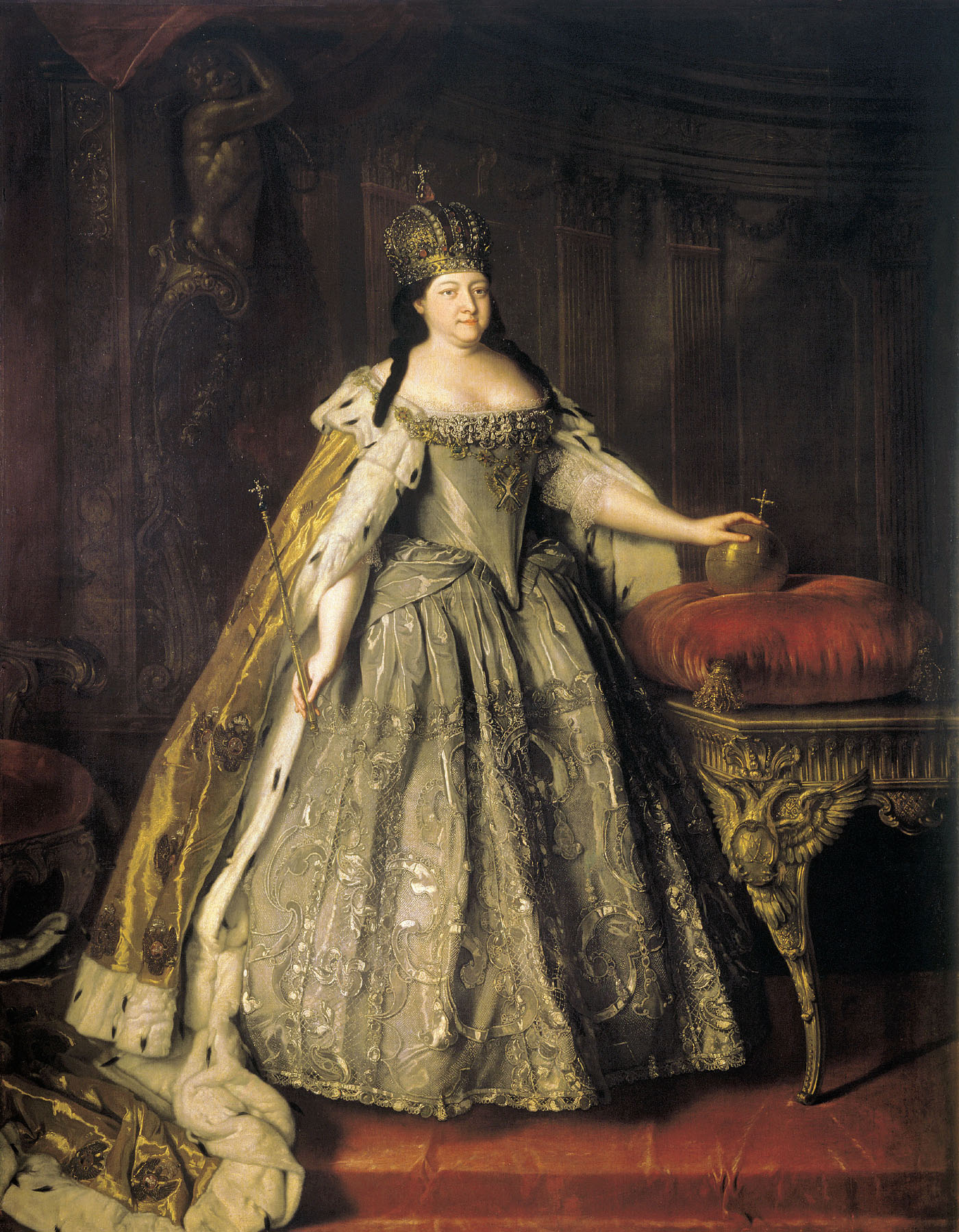
Impératrice Anna (1693–1740)

En 1730, l'impératrice Anne élève Ernst Johann au rang de comte russe. Elle confie à son favori la charge de chambellan impérial à la cour de Russie. Il devient ainsi l'un des hommes les plus puissants de Russie. La même année, il est élevé au rang de comte impérial par l'empereur du Saint-Empire.
En 1737, Ernst Johann von Biron est élu successeur de feu le duc Ferdinand de Courlande et de Zemgale. La Courlande étant un État vassal polonais, la confirmation de la nomination par le roi de Pologne est requise, ce qui est fait peu après par le roi Auguste III. La maison Biron de Curland exerce cette fonction gouvernementale jusqu'en 1795, mais de manière intermittente. Après la mort d'Anne, Biron est renversé en 1740 en tant que chef de gouvernement de fait de la Russie et exilé en Sibérie. Il est libéré un an plus tard sous l'impératrice Élisabeth, mais n'est réinstallé comme duc régnant en Courlande que par l'impératrice Catherine II. En 1769, il cède cette fonction à son fils Pierre von Biron ; il meurt en 1772 dans sa résidence de Mitau.
Avec le troisième partage de la Pologne en 1795, la souveraineté féodale du roi polonais Stanislas II est abolie et la Courlande est incorporée à l'Empire russe. Le duc Pierre de Courlande est contraint d'abdiquer par l'impératrice Catherine, ce qui lui vaut une pension annuelle de 25 000 ducats et une dot pour sa femme. Pour ses possessions de Courlande, il reçoit deux millions de roubles. Il se rend ensuite avec sa famille dans son duché titulaire acquis en 1786 de Sagan en Silésie prussienne. En Basse-Silésie, son père a déjà acquis la seigneurie de Groß Wartenberg en 1734, dont son deuxième fils, Carl Ernst, hérite. Utilisant son indemnité de départ et sa pension russes, Peter achète désormais successivement des résidences à Berlin et à Prague, les seigneuries de Deutsch Wartenberg et Nettkow en Basse-Silésie et les seigneuries de Nachod (de) et Chwalkowitz en Bohême. Ses quatre filles - qui font scandale - héritent de toutes ces propriétés. Son neveu Gustav Kalixt von Biron ne conserve que la propriété silésienne de Groß Wartenberg, qui est exproprié à ses descendants en 1945. Ceux-ci portent encore aujourd'hui le nom de prince ou de princesse Biron von Curland et le prédicat obsolète d'altesse sérénissime.

## Personnalités
- Ernst Johann von Biron (1690-1772), comte impérial depuis 1730, 1737-1769 duc de Courlande et Zemgale marié avec Benigna Gottliebe von Trotta genannt Treyden (de)
  - Pierre von Biron (1724-1800), comte impérial, 1769-1795 duc de Courlande et Zemgale, à partir de 1786 duc de Sagan marié avec Dorothée comtesse von Medem
    - Wilhelmina von Biron (1781-1839), princesse de Courlande, duchesse de Sagan (1800–1839) mariée avec le prince Louis de Rohan (1768–1836), puis mariée avec le prince Vasily Troubetskoï (1776–1841), puis avec le comte Carl Rudolf von der Schulenburg (1788–1856)
    - Pauline von Biron (1782-1845), princesse de Courlande, duchesse de Sagan (1839-1845) marié avec le prince Frédéric de Hohenzollern-Hechingen
    - Joanna Catherine (1783–1876) mariée avec Francesco Pignatelli, duc d'Acerenza, prince de Belmonte
    - Dorothée von Biron (1793–1862), duchesse de Dino (1817), duchesse de Sagan (acquise par sa sœur Pauline en 1842; élevée au rang de duchesse de Sagan en 1845, le restant jusqu'à sa mort en 1862) mariée avec le comte Edmond de Talleyrand-Périgord, dès 1838 duc de Talleyrand. Le duché de Sagan revient à son fils Napoléon-Louis (1811-1898) en 1862

  - Hedwig Elisabeth von Biron (de) (1727-1793) mariée avec le baron Alexander Tscherkassow (mort en 1788)
  - Karl Ernst von Biron (de) (1728–1801) marié avec Apollonia Lodzia-Poninska (1760–1800)
    - Gustav Kalixt von Biron (1780–1821), prince de Biron-Wartenberg, prince de Courlande marié avec Franziska comtesse de Maltzan
      - Karl Biron von Curland (1811–1848) marié avec la comtesse Agnès de Lippe-Biesterfeld
      - Calixt Biron von Curland (de) (1817–1882) marié avec la princesse Elena Meshcherskaya
        - Gustav Biron von Curland (de) (1859-1941) marié avec Françoise Levisse de Montigny de Jaucourt
          - Karl Biron von Curland (1907-1982), commandeur et lieutenant de l'Ordre de Saint-Jean[4] marié avec la princesse Herzeleide de Prusse
            - Viktoria Benigna Biron von Kurland (née en 1939) mariée en 1968 avec Johannes Christoph Robert baron von Twickel (de) (né en 1940)
            - Ernst Johann Biron von Curland (né en 1940) marié avec  Elisabeth Comtesse d'Isembourg-Philippseich

          - Friedrich Franz Biron von Curland (1910-1997)[5]

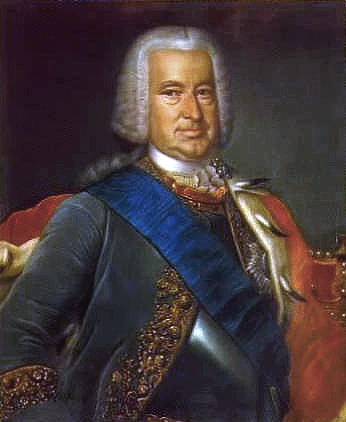
Ernst Johann von Biron, duc de Courlande et de Zemgale
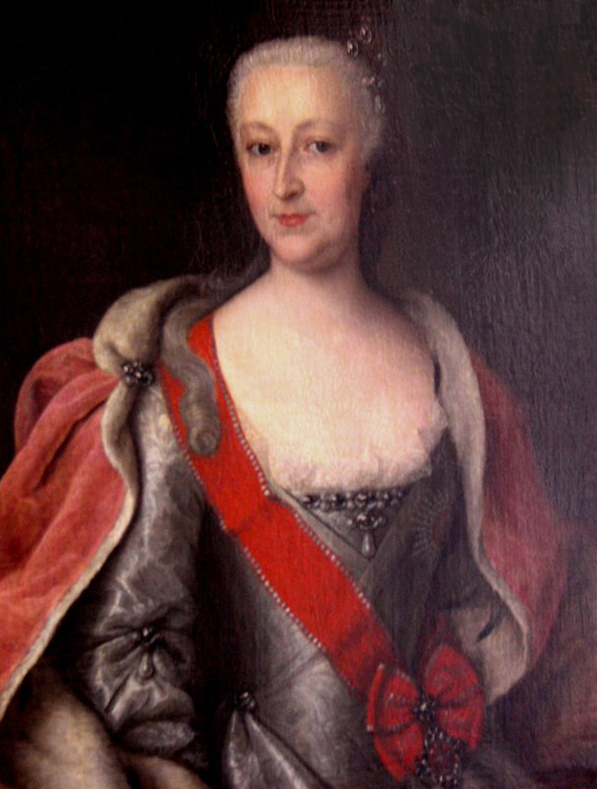
Benigna von Biron, duchesse de Courlande, épouse d'Ernst Johann
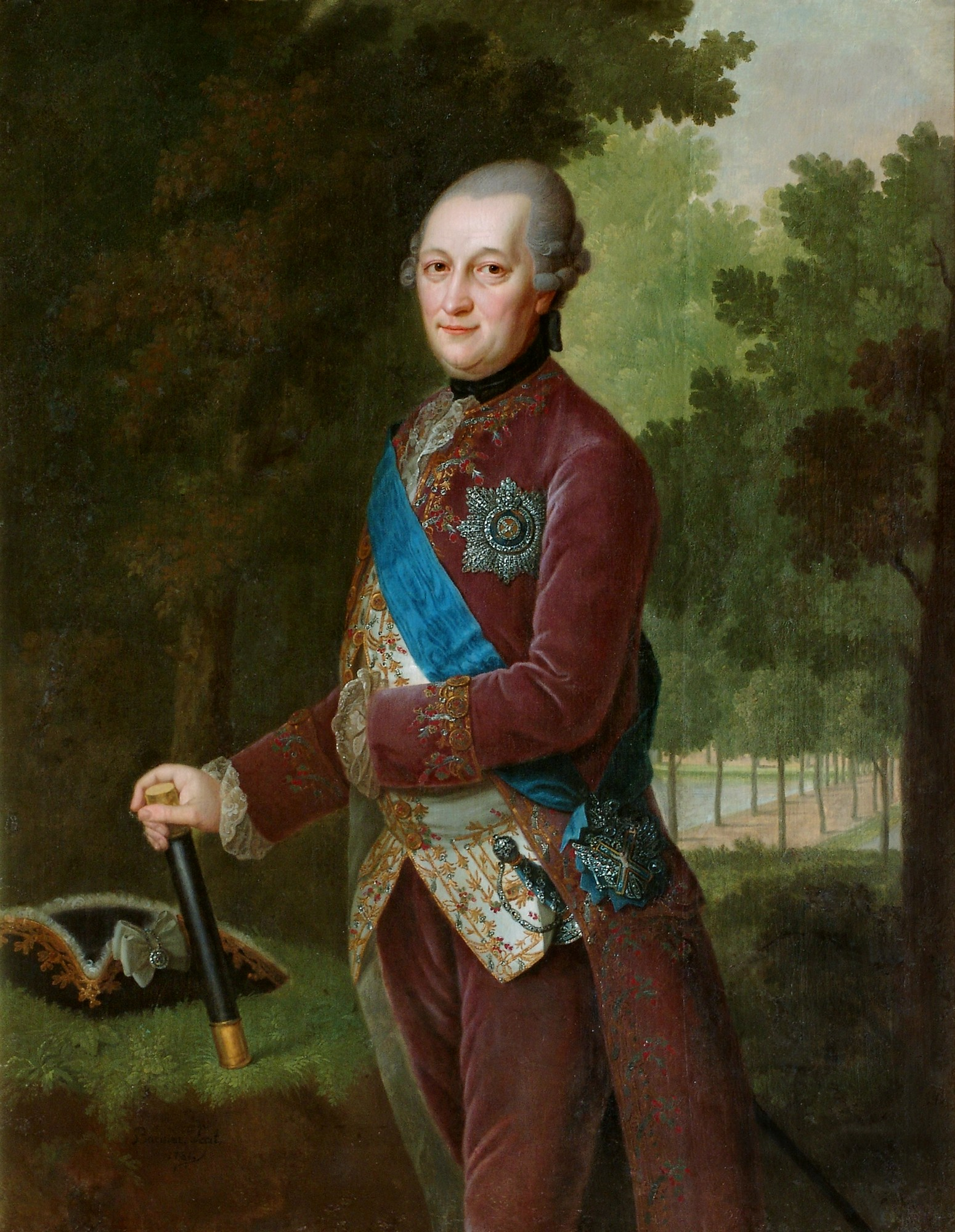
Pierre von Biron, duc de Courlande et Zemgale, duc de Sagan
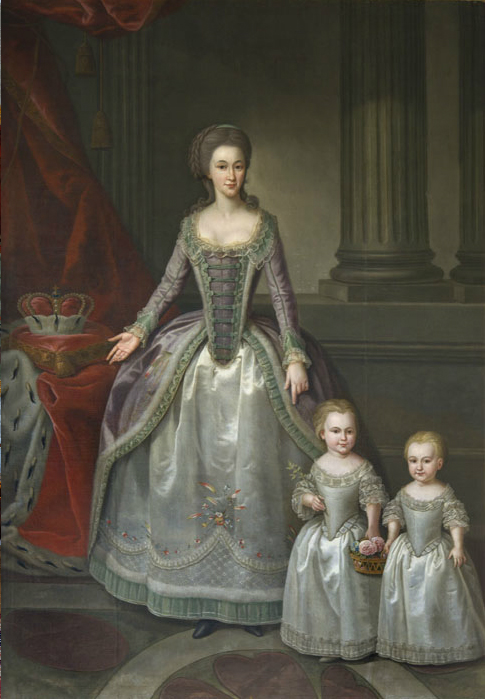
Dorothée de Courlande, épouse de Pierre, avec ses filles Wilhelmine et Pauline
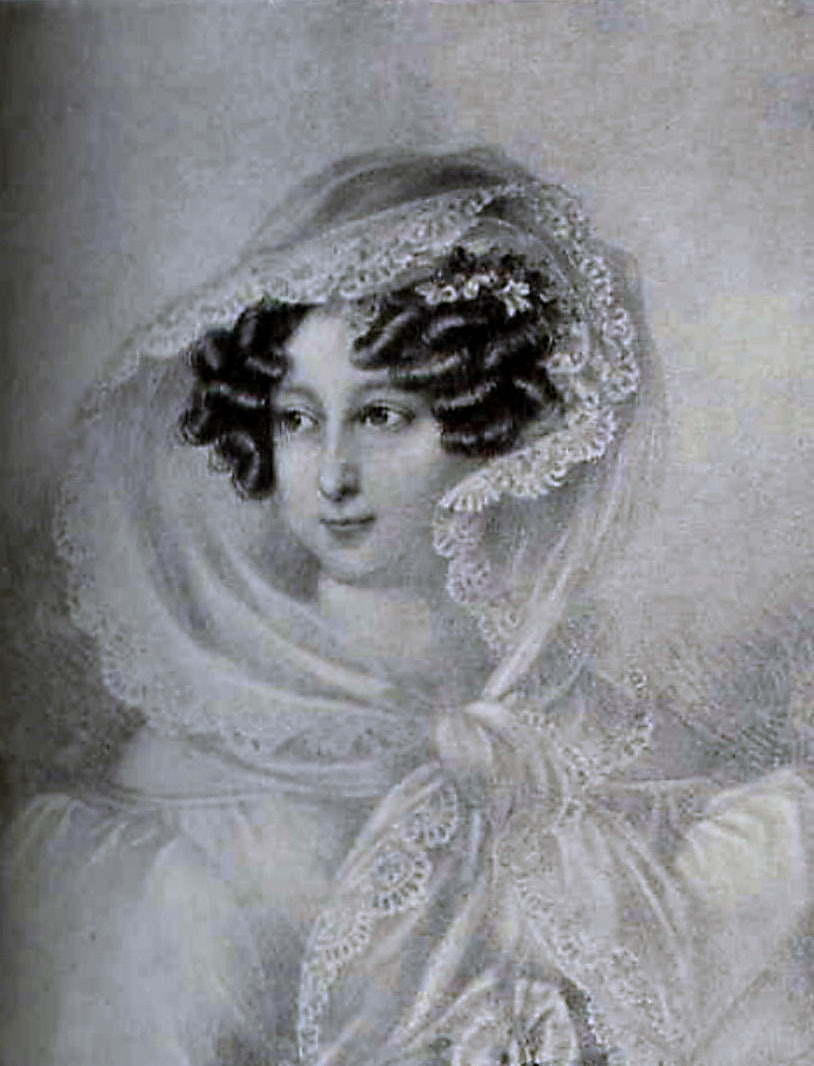
Wilhelmine von Biron, duchesse de Sagan
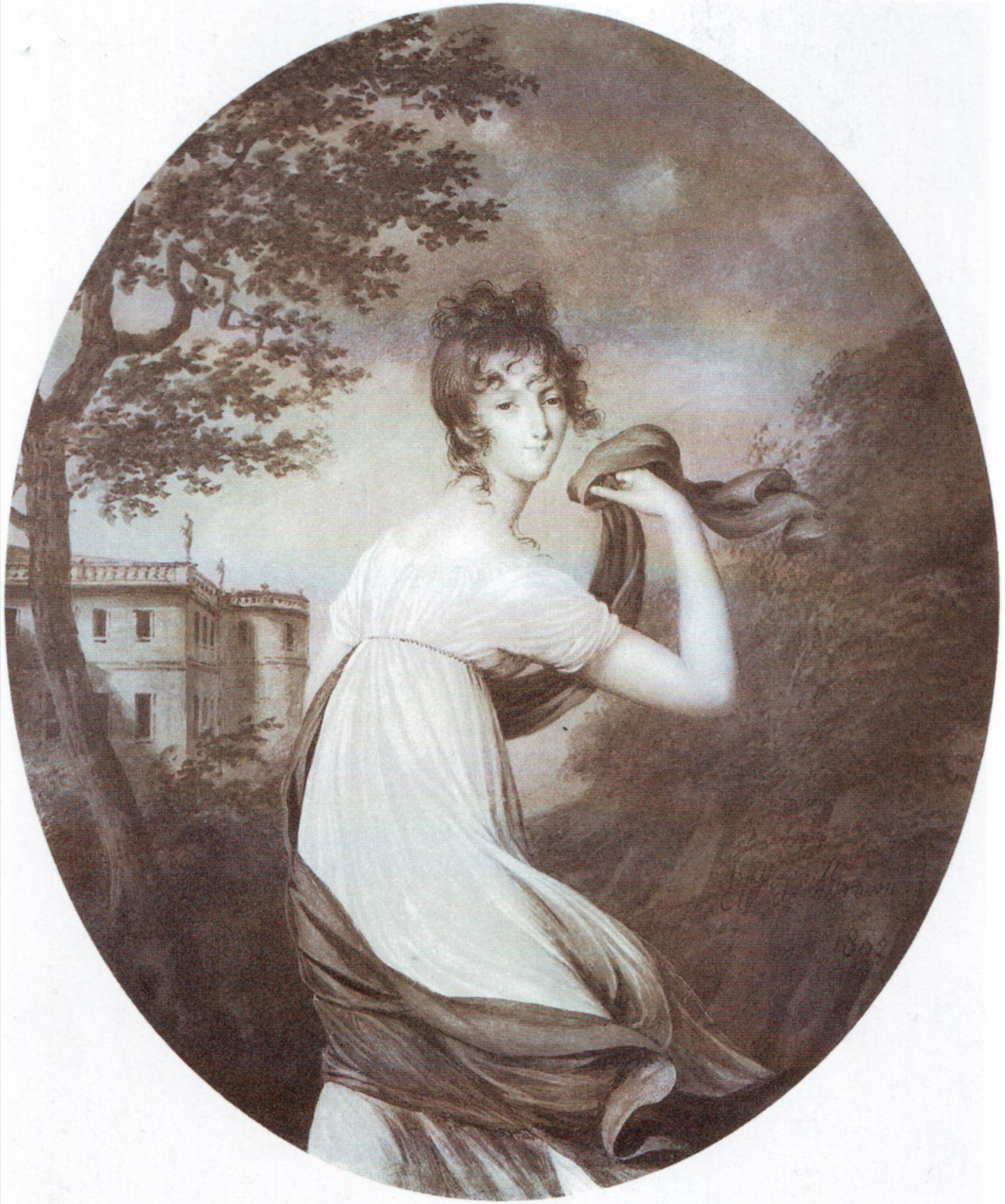
Pauline von Biron, princesse de Hohenzollern-Hechingen, duchesse de Sagan
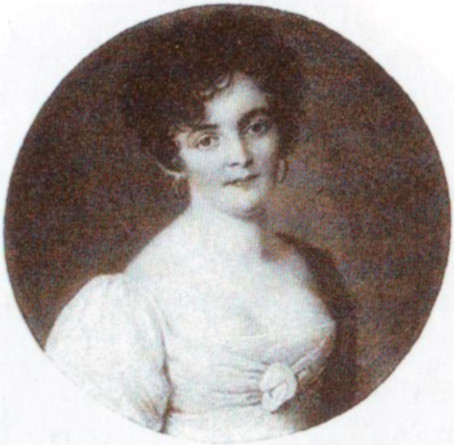
Johanna von Biron, duchesse d'Acerenza, princesse de Belmonte
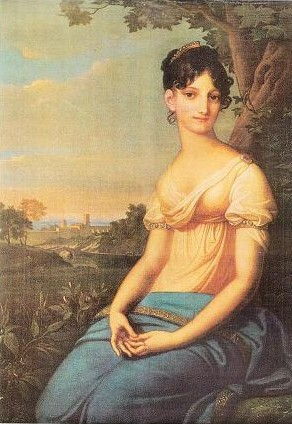
Dorothée von Biron, duchesse de Talleyrand-Périgord et Sagan
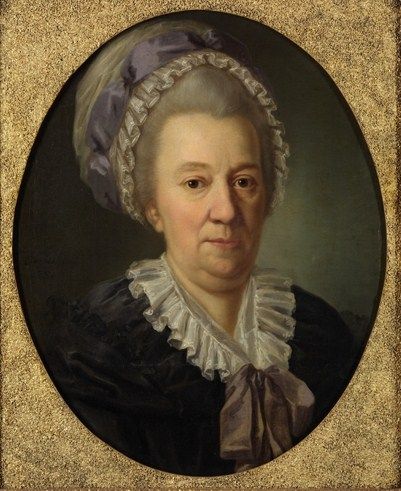
Hedwig Elisabeth von Biron (de), baronne Cherkassow

## Constructions et acquisitions
- 1734 Ernst Johann von Biron acquiert la seigneurie de Groß Wartenberg en Basse-Silésie (appartenant à la famille jusqu'en 1945).
- 1735 Début de la construction de la résidence d'été de Ruhenthal à Semgallen, Courlande.
- 1738 Nouvelle construction du palais de la résidence ducale à Mitau, Zemgale, Courlande.
- 1785 Pierre von Biron acquiert le château de Friedrichsfelde à Berlin (revendu en 1799 après l'installation de la salle de bal classique)
- 1786 Peter von Biron acquiert le duché de Sagan en Basse-Silésie.
- 1787 Peter von Biron acquiert la seigneurie de Deutsch Wartenberg en Basse-Silésie.
- 1788 Peter von Biron acquiert la seigneurie de Nettkow en Basse-Silésie et le palais de Courlande (de) à Berlin.
- 1792 Peter von Biron acquiert la seigneurie de Nachod (de) avec les châteaux associés de Nachod (de) et Ratiborschitz (de) en Bohême.
- 1794 L'épouse de Peter, Dorothée, acquiert le domaine de Löbichau en Thuringe et à partir de 1800 construit le nouveau palais. Le château de Tannenfeld fait également partie de leur "cour des muses de Löbichau".
- 1798 Peter von Biron acquiert la seigneurie de Chwalkowitz en Bohême.

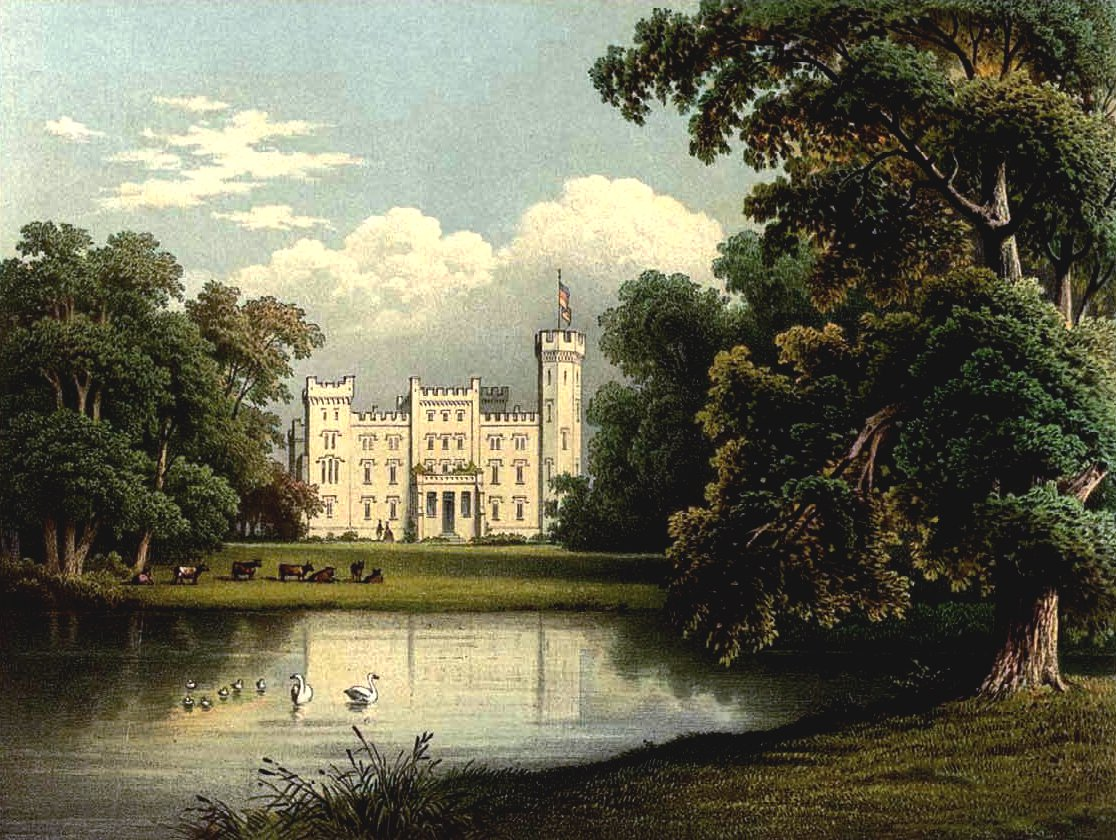
Château de Groß-Wartenberg (Syców), Silésie, vers 1860
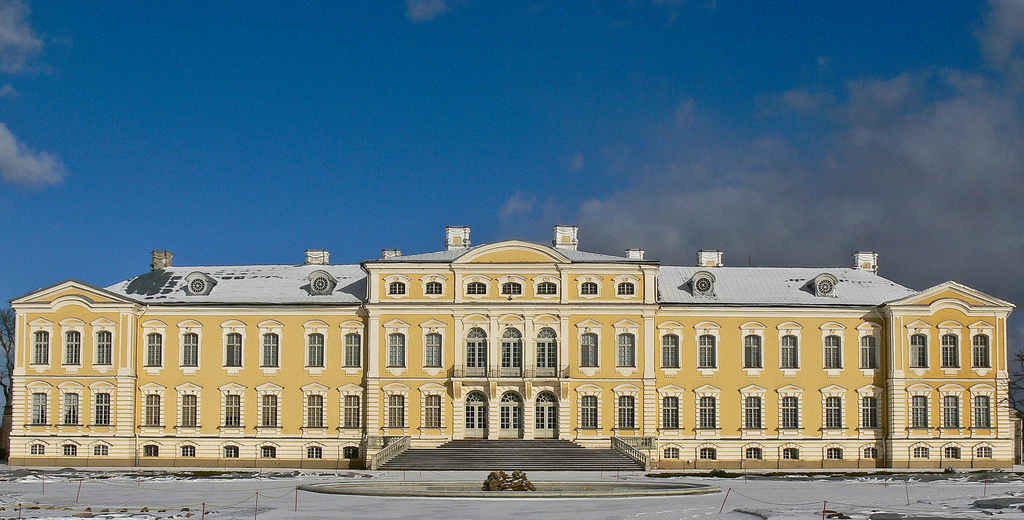
Résidence d'été à Ruhenthal (Rundāle), Semgallen
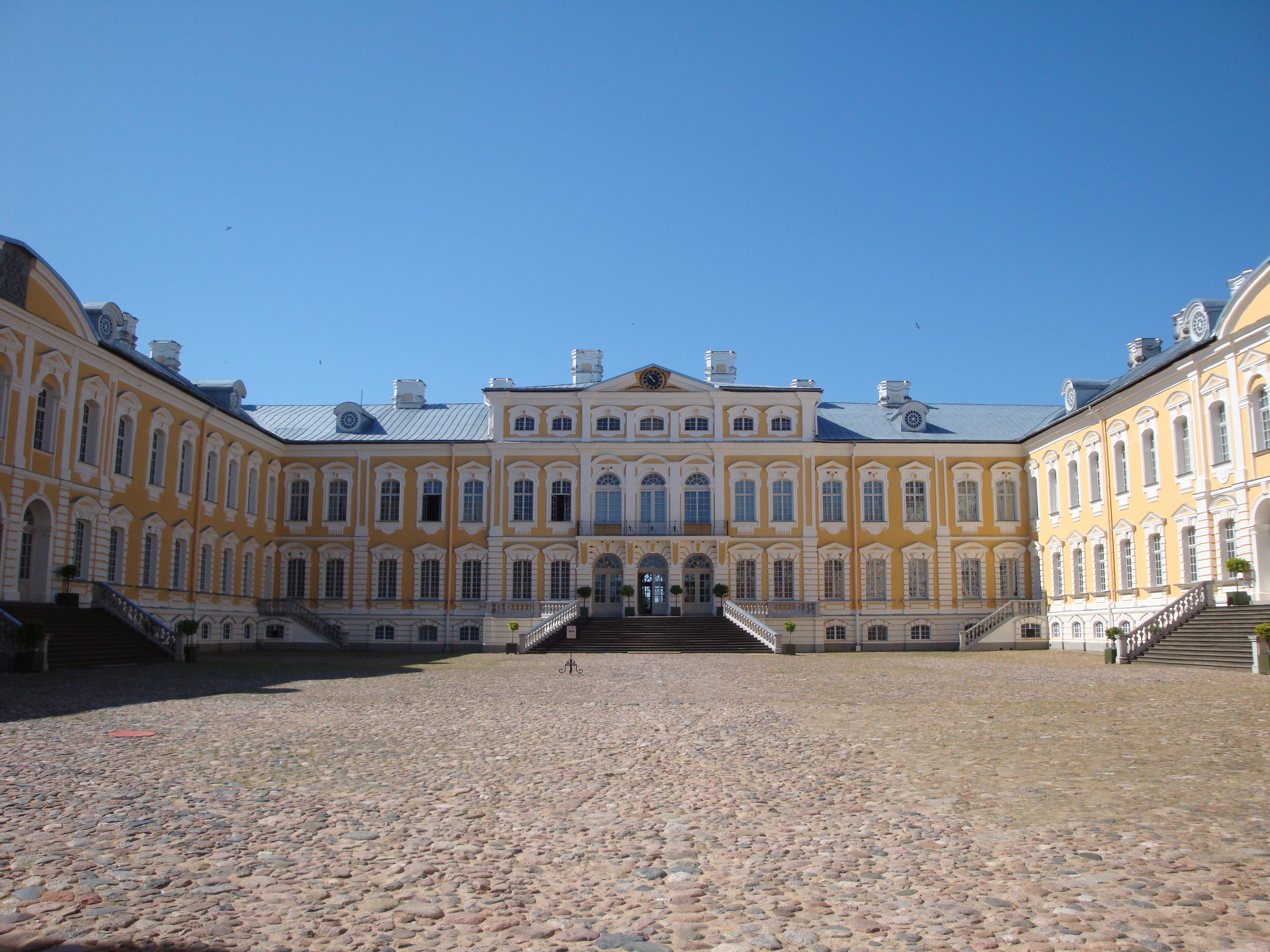
Château de Rundale
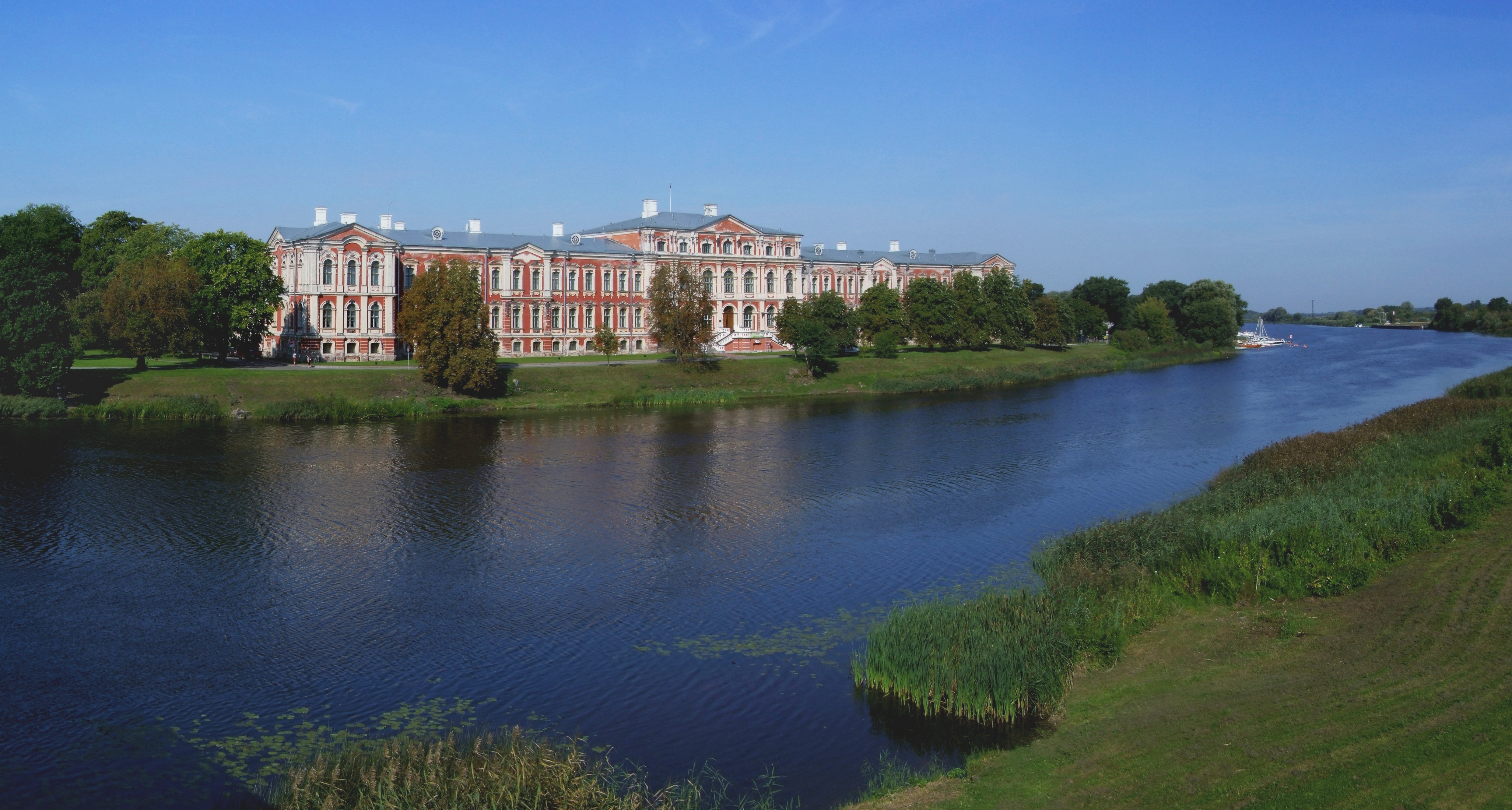
Palais de Jelgava, Zemgale
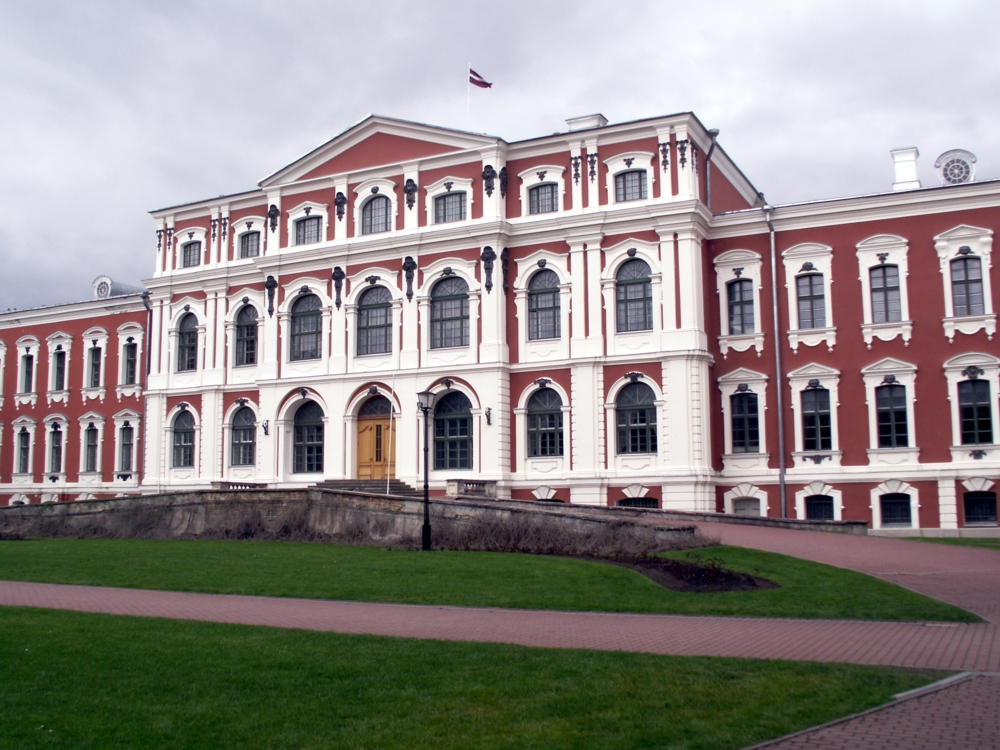
Palais de Jelgava
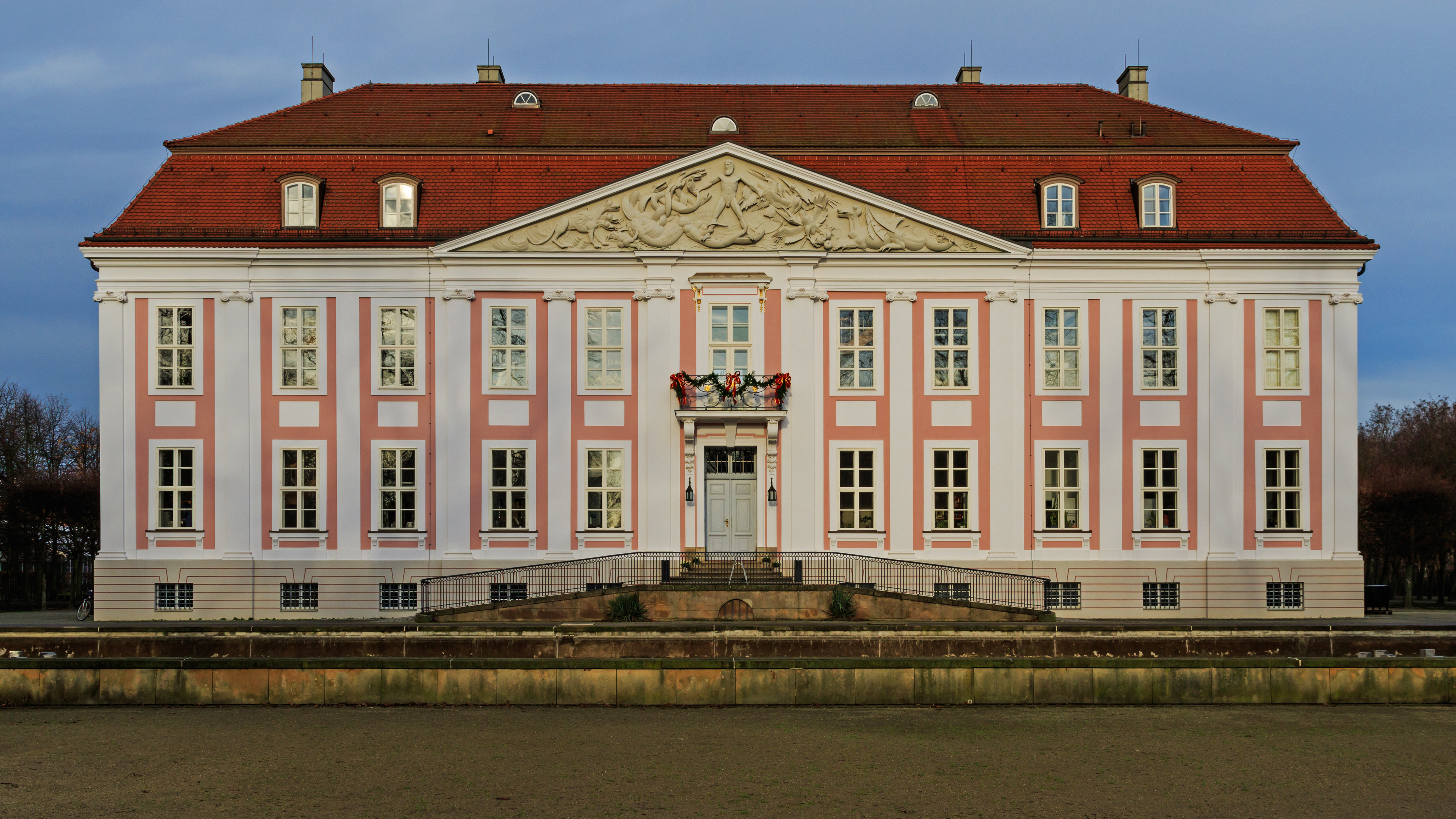
Château de Friedrichsfelde à Berlin
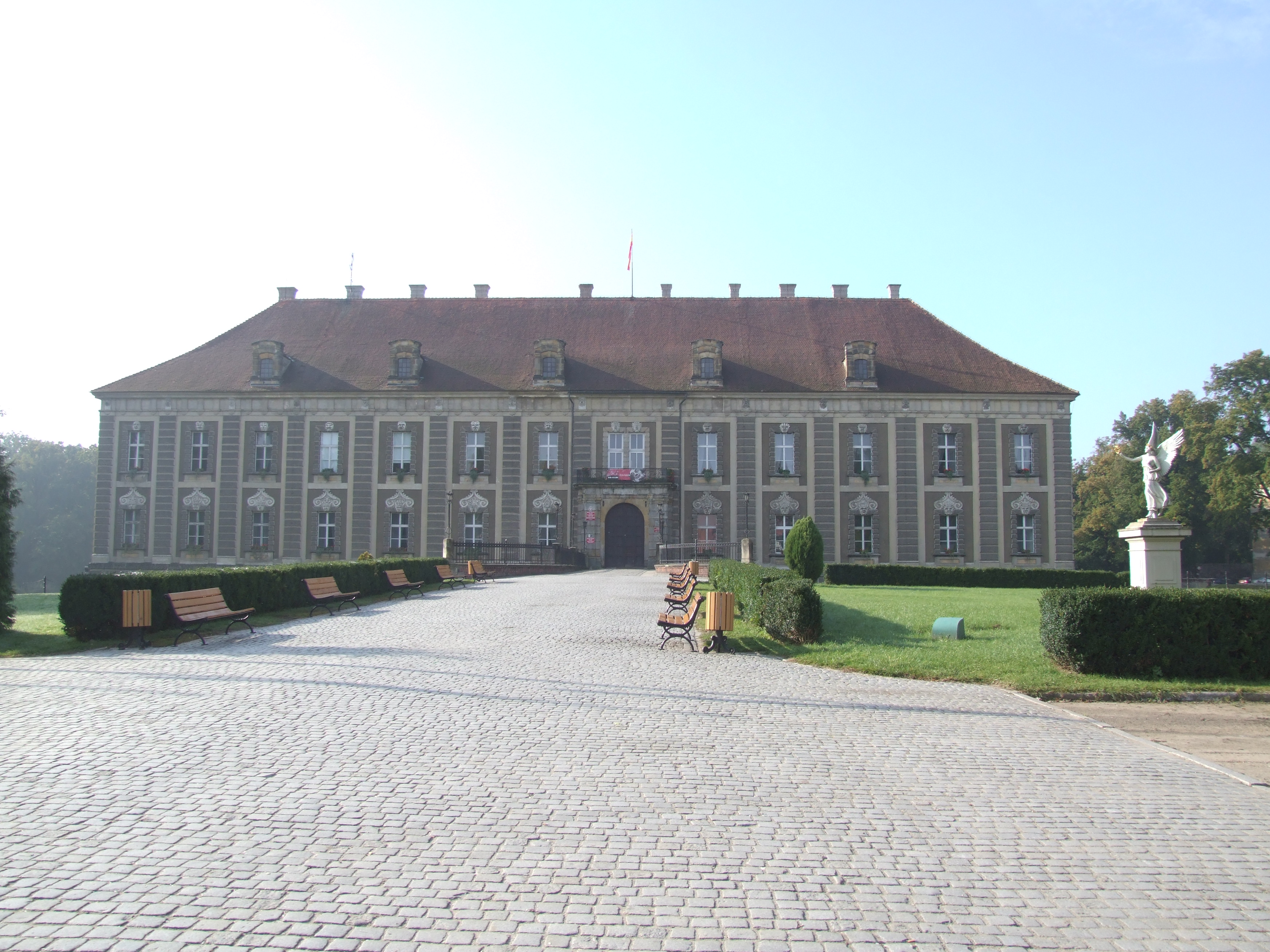
Château de Sagan (de), Silésie
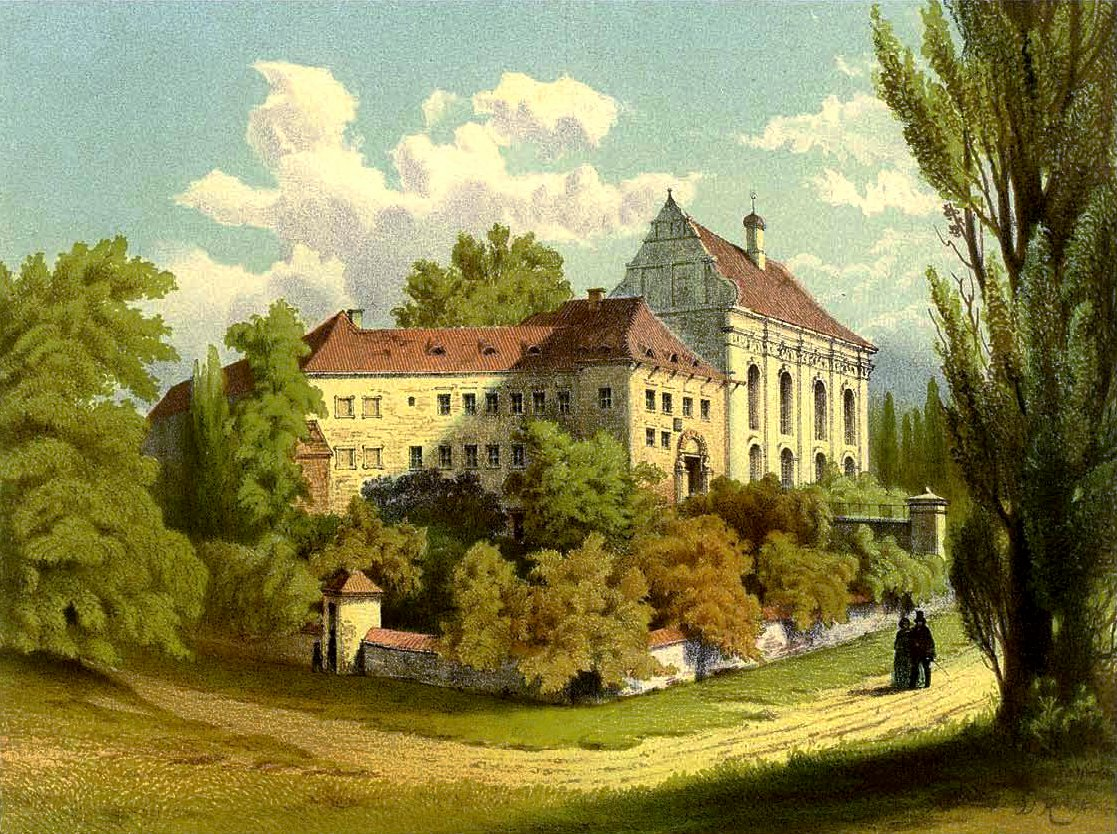
Château de Deutsch Wartenberg, Silésie
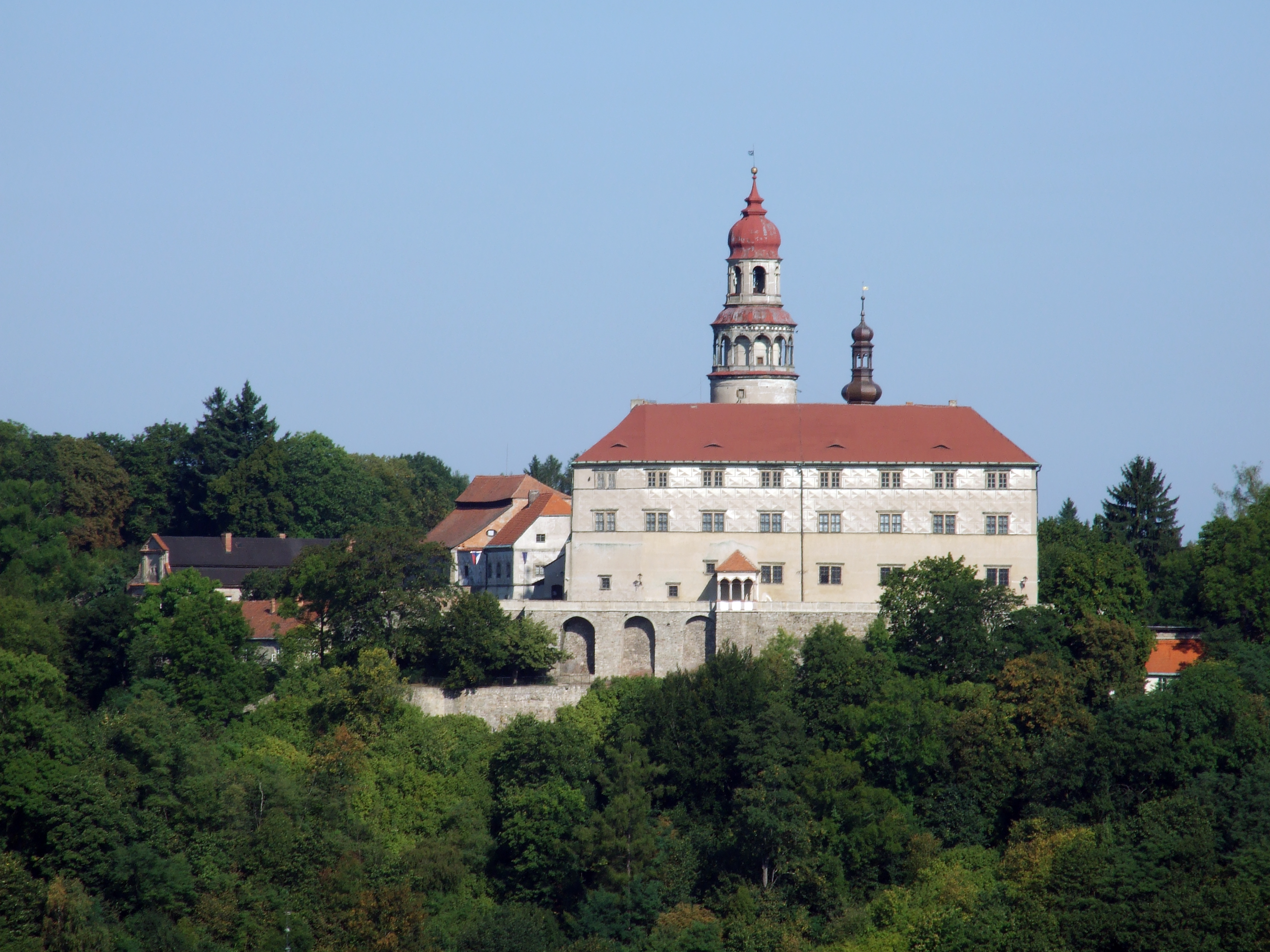
Château de Náchod (de), Bohême
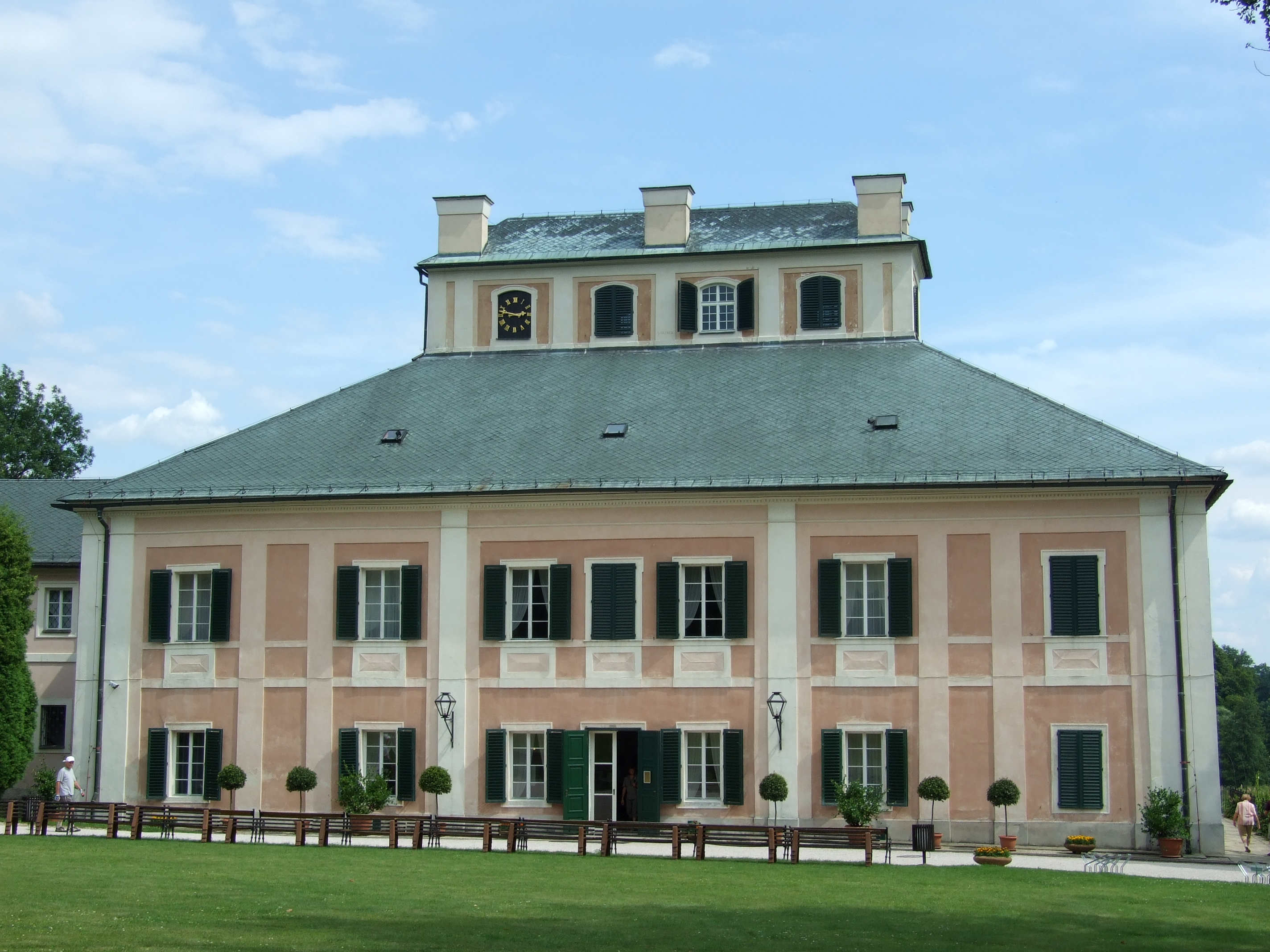
Château de Ratibořice (de)
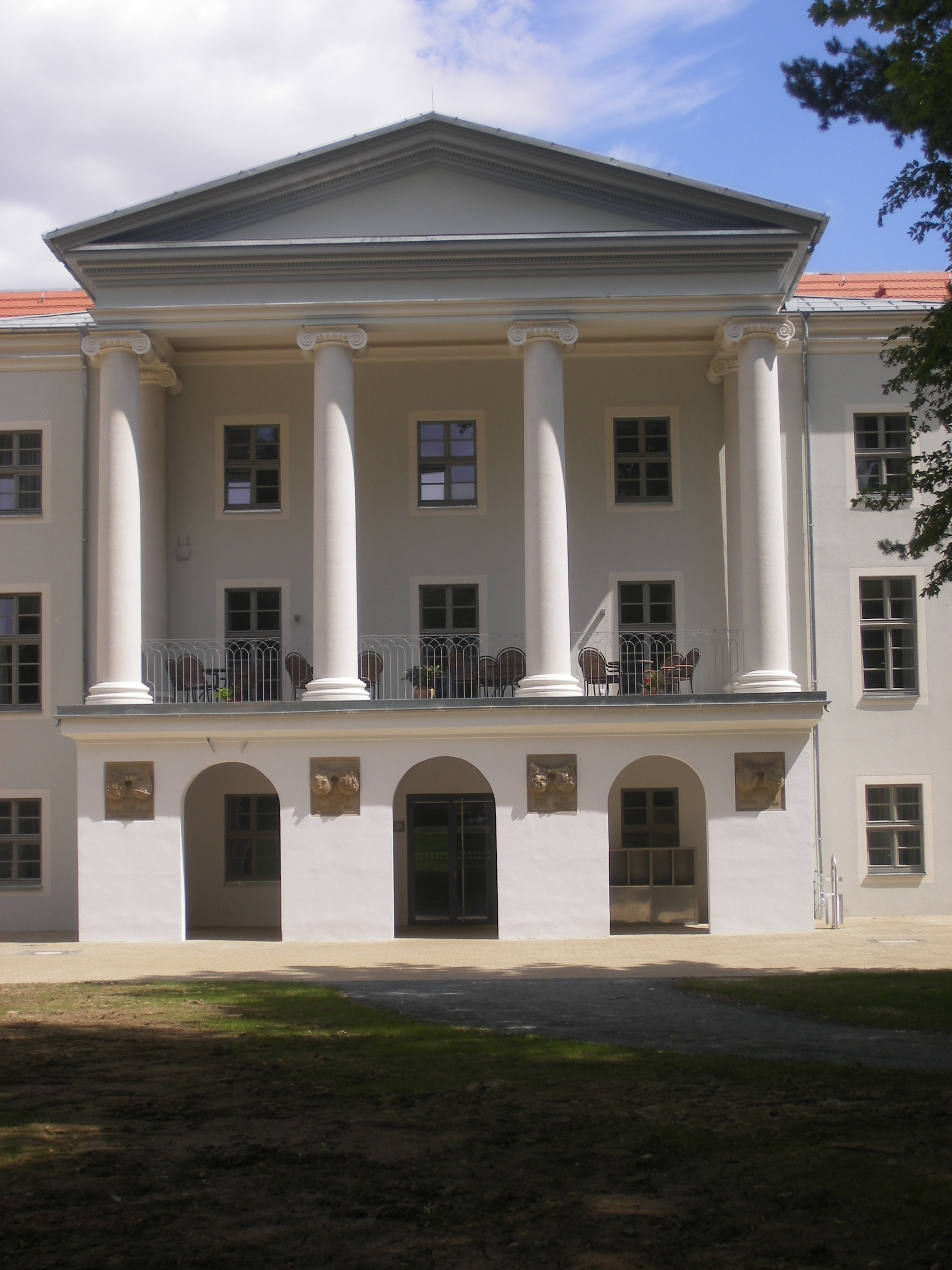
Château de Löbichau, Thuringe
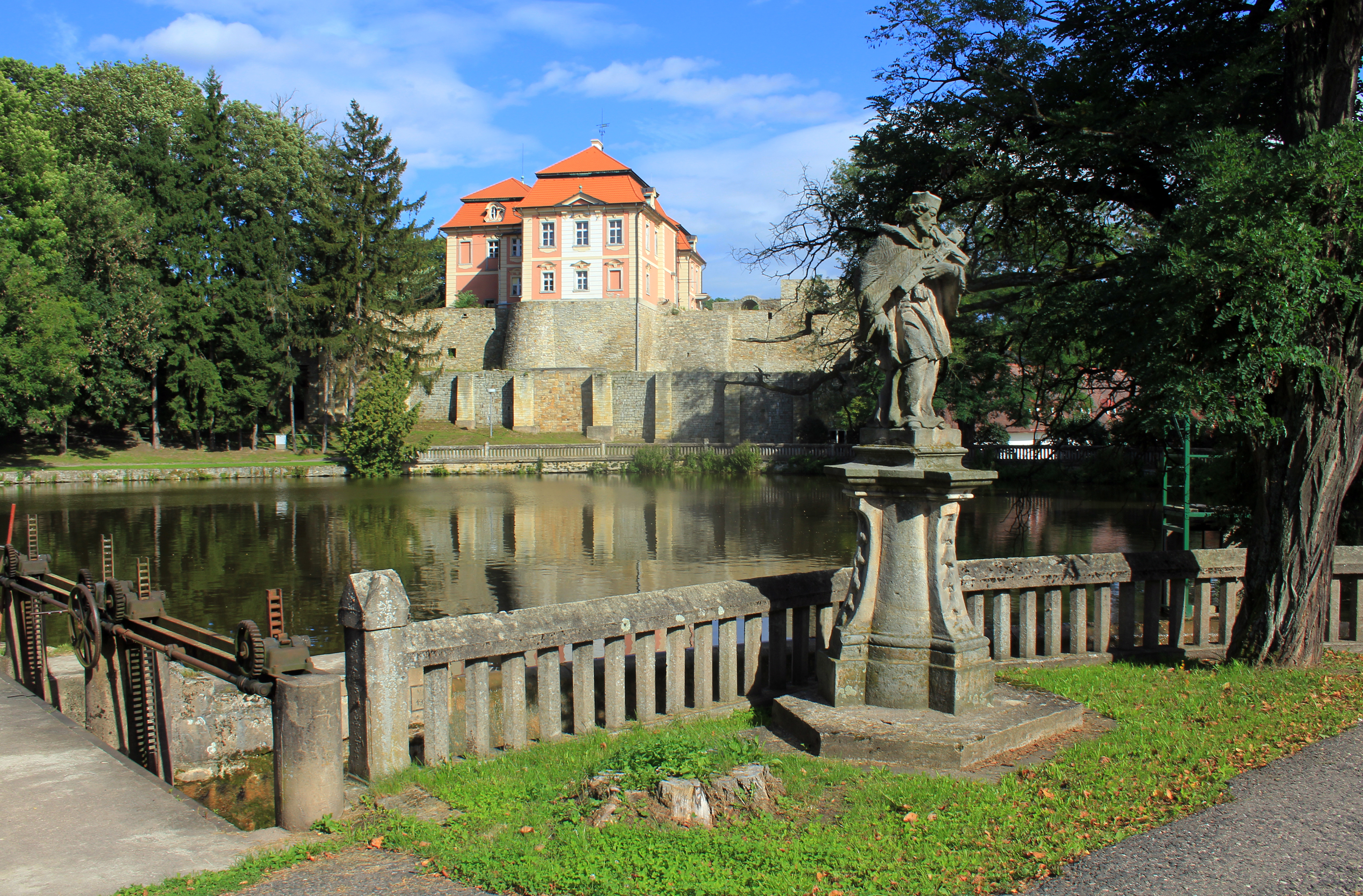
Château de Chwalkowitz, Bohême

#### Généalogie
- Gotha, (Auszug):
  - Gothaischer Genealogischer Hofkalender nebst diplomatisch-statistischem Jahrbuch auf das Jahr 1825. Justus Perthes, Gotha 1824; 105. Jg., 1867, S. 150–151; 106. Jg., 1868, S. 152–154; 126. Jg., 1888, S. 271
  - Gothaisches Genealogisches Taschenbuch der Fürstlichen Häuser (Hofkalender) 1942. Justus Perthes, Gotha 1941, S. 372–373.
- Hans Friedrich von Ehrenkrook, Jürgen von Flotow: Genealogisches Handbuch der Fürstlichen Häuser (GHdA) 1951, Band I, Band 1 der Gesamtreihe GHdA, C. A. Starke, Glücksburg/Ostsee 1951. S. 469–470.  (ISSN 0435-2408); weitere Ausgaben: 14, 70, 85, 124 der Gesamtreihe GHdA, Limburg an der Lahn,  (ISBN 978-3-7980-0824-3).
- Calixt Prinz Biron von Curland: Die Geschichte des Hauses Prinz Biron von Curland. Chronik eines Landes und einer Familie. Doyen Verlag, Chisinau 2010.  (ISBN 9783841700032). 2010 DNB
- Adamek-Pujszo: Działalność kulturotwórcza książąt żagańskich Bironów, Katarzyna, PC Serwis Pujszo, Zielona Góra. DNB

#### Autres
- Christian Friedrich Hempel: Merckwürdiges Leben Des Unter dem Namen eines Grafens von Biron Weltbekanten Ernst Johann Gewesenen Regenten des Russischen Reichs, auch Herzogs, in Liefland, zur Curland und Semgallien etc. Nathanael Saurmann, Bremen 1742. Digitalisat. (Geschichte Ernst Johann von Biron, Herzogs in Liefland, zu Curland und Semgallien. 1764. DNB)
- Dorit Bieber: Dorothea von Kurland und die Ihren. Eine Geschichte des Schlosses Löbichau, seiner Bewohner und seines Umfeldes. Hrsg. Förderverein Denkmalstiftung Altenburger Kulturlandschaft e. V., E. Reinhold Verlag, Altenburg 2021,  (ISBN 978-3-95755-071-2).